# 최민수의 어쌔씬 코드
《최민수의 어쌔씬 코드》는 2011년에 개봉한 미국의 영화이다.

## 캐스팅
- 최민수 : 칼 킴 역
- 줄리안 리 :폴 손 역
- 제시카 리조 : 스테이시아 역
- 존 새비지 :  알로 역
- 마틴 코브 : 토니 브릴 역
- 크리스토퍼 앳킨스 : 다니엘 도드 역
- 숀 영
- 토미 힝클리
- 스콧 타케다
- 제이슨 코비엘로
- 찰스 토마스 도일
- 조나단 파웰
- 카자도 라미어 린지
- 마가렛 머피
- 리차드 몰 : 어네스트 역
- 커크 발츠 : 파워스 역
- 이롱이 : 제니퍼 역
- 린제이 맥파랜드 : 안젤라 역
- 아일린 바커 : 로라 역
- 엘리자베스 로즈 : 마리아 역
- 테드 타스키 : 찰스 역
- 제이슨 코비엘로